# Chelonus kellieae
Chelonus kellieae är en stekelart som beskrevs av Marsh 1979. Chelonus kellieae ingår i släktet Chelonus och familjen bracksteklar. Inga underarter finns listade i Catalogue of Life.